# As Primeiras Coisas
As Primeiras Coisas é um romance do escritor português Bruno Vieira Amaral publicado em 2013 pela Quetzal, vencedor de vários prémios, nomeadamente o Prémio de Livro do Ano da revista TimeOut (2013), o Prémio Fernando Namora (2013), o Prémio PEN Narrativa (2013) e o Prémio Literário José Saramago (2015).